# آرشي ويلسون
آرشي ويلسون (بالإنجليزية: Archie Wilson)‏ هو لاعب كرة قدم بريطاني (وحمل سابقاً جنسية المملكة المتحدة لبريطانيا العظمى وأيرلندا) في مركز الهجوم، ولد في 1890 في المملكة المتحدة، وتوفي في 1916 في سوم في فرنسا. لعب مع توتنهام هوتسبير ونادي ساوثيند يونايتد ونادي ميدلزبره ونوتينغهام فورست.

## وصلات خارجية
- آرشي ويلسون على موقع قاعدة بيانات كرة القدم.إي يو (الإنجليزية)